# SN 1996bl
SN 1996bl – supernowa typu Ia odkryta 20 października 1996 roku w galaktyce A003617+1123. Jej maksymalna jasność wynosiła 17,05m.